# Luci Cassi Longí Ravil·la
Luci Cassi Longí Ravil·la (en llatí Lucius Cassius, Q. F. L. N. Longinus Ravilla) va ser un magistrat romà. Formava part de la gens Càssia, i era de la família dels Cassi Longí, d'origen plebeu. Era fill de Quintus Cassius, L. F. Q. N. Longinus i va rebre el renom Ravil·la pel color dels seus ulls (ravi occuli ulls grisosos).
L'any 137 aC va ser tribú de la plebs i va proposar la lex Cassia de suffragiis, segona llei tabel·lària que establia el desempat a les votacions (tabellaria lex), ampliant la primera (Gabinia de suffragiis) presentada per Aule Gabini dos anys abans (139 aC). La llei introduïa el desempat als "Judicium Populi" (casos criminals jutjats en comicis pel poble) però en quedaven exclosos els casos de perduellio. Aquesta llei va ser acollida molt desfavorablement pels optimats perquè els privava de la seva influència als comicis.
Després va ser cònsol l'any 127 aC junt amb Luci Corneli Cinna. L'any 125 aC va ser censor amb Gneu Servili Cepió IV, censura que es va caracteritzar per la seva severitat, especialment amb relació a la condemna de Marc Emili Lèpid Porcina acusat d'haver-se construït una casa massa luxosa. El seu tribunal, per la severitat que mostrava, va ser anomenat scopulus reorum (perill o perillós pels acusats), però tot i així era vist com un home íntegre i just. Es diu d'ell que en tots els processos acostumava a preguntar Cui bono? (per a qui és bo?) sobre els motius pels quals s'hauria comès un delicte.
L'any 113 aC, per la seva reputació d'home just, va ser nomenat per investigar uns casos d'incest contra les verges vestals Licínia, Emília i Màrcia, perquè es creia que els pontífex les havien absolt tot i ser culpables. Va condemnar a les tres vestals i a altres personatges, quan en el primer judici només havia estat condemnada Emília. Però l'extrema severitat que va mostrar en aquest cas va ser reprovada per l'opinió pública.